# 浅川地下壕

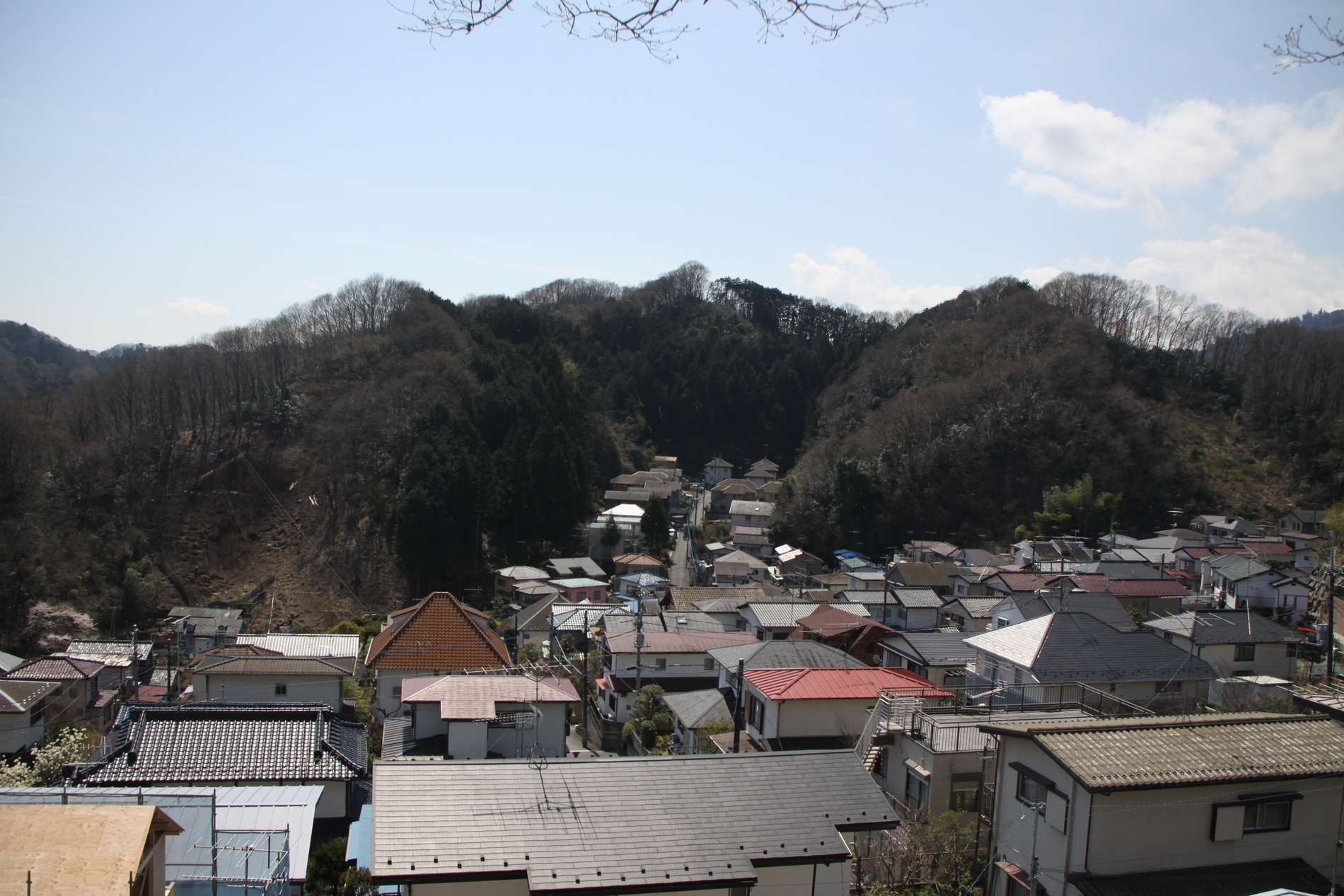
地下壕の上に立つ三和団地

浅川地下壕（あさかわちかごう）は東京都八王子市西南部の初沢町・高尾町にある地下壕（戦争遺跡）である。

## 概要
太平洋戦争後期中島飛行機武蔵製作所の疎開工場として使用された。坑道や地下壕は京王高尾線脇の「イ地区」、三和団地下の「ロ地区」、八王子市立浅川中学校南側の「ハ地区」の3地区に分かれて存在している。総延長は10キロメートル以上とされる。現在は「イ地区」のみ月一回公開している。

## 歴史

### 建設前の動き
中島飛行機武蔵製作所（武蔵野市）では一式戦闘機（隼）、零式艦上戦闘機（零戦）向けのエンジンを製造していた。1944年（昭和19年）頃、政府は戦況悪化により地方へ疎開を計画する。当時までに中島飛行機は地方へ工場を増設していたが、同時に、地下壕に工場を疎開させる案も出ていたものの、具体的には進んでいなかった。しかし、同年11月に入ると武蔵製作所は米軍の空襲に晒されることとなる。被害は軽微であったが、心理的な影響の方が大きく即疎開が決定し、1945年（昭和20年）からよりいっそうの地方への疎開を開始した。地下工場建設も進められ、東京都南多摩郡浅川町、福島県福島市信夫山、栃木県宇都宮市の大谷石採掘場跡で行われた。

### 工事（第一期）
浅川は1944年（昭和19年）から陸軍の地下倉庫としてトンネル工事で知られた佐藤工業が請け負った。同年9月「ア工事」、「浅川倉庫建設工事」名義で工事が開始され、イ地区・ロ地区の工事が開始された。掘削は主に、ダイナマイトを使用する発破工法が使用されたという。朝鮮人労働者500人の他、東京鉄道教習所来宮分教所の生徒がのべ139人動員されている。1945年（昭和20年）2月に工事が完了。陸軍大臣などが竣工式に参加したという。

### 工事（第二期）と操業
完成前の1945年（昭和20年）1月12日地下壕増設が決定。工事は引き続き佐藤工業と新たに大倉土木（現大成建設）が請け負った。そのほか海軍工作学校の練習生が参加した。工事は終戦まで続いた。工事には第一期と同様、朝鮮人労働者が用いられたが数にはばらつきがあり、朝鮮新報では2,000～6,000人としているのに対し、『秘密地下工場 中島飛行機浅川工場』では最大7,000人が動員されたという説があるとしているが、掘削に当たったのは佐藤工業500人（家族を入れて1,500人）、大倉土木100人、青木組500人の合計2,100人としている。1945年（昭和20年）6月現在、南多摩郡には2,800人の朝鮮人がいたとされ、妥当な数と著者の斎藤は判断している。また、陸海軍から人員が動員されていたため、前述のような数千人も動員されていないと記述している。
同年6月に武蔵製作所から機械の搬入が始まり、約300台の機械が持ち込まれ、4,000人体制で7月から工場は稼働した。しかし、湿気による機械の腐食と10度台という地下壕内の気温により、体調を崩す工員が多く、生産性は低かった。8月2日にはアメリカ軍により八王子空襲が実施されるが、地下壕の存在は判明しておらず、被害はなかった。

### 終戦後

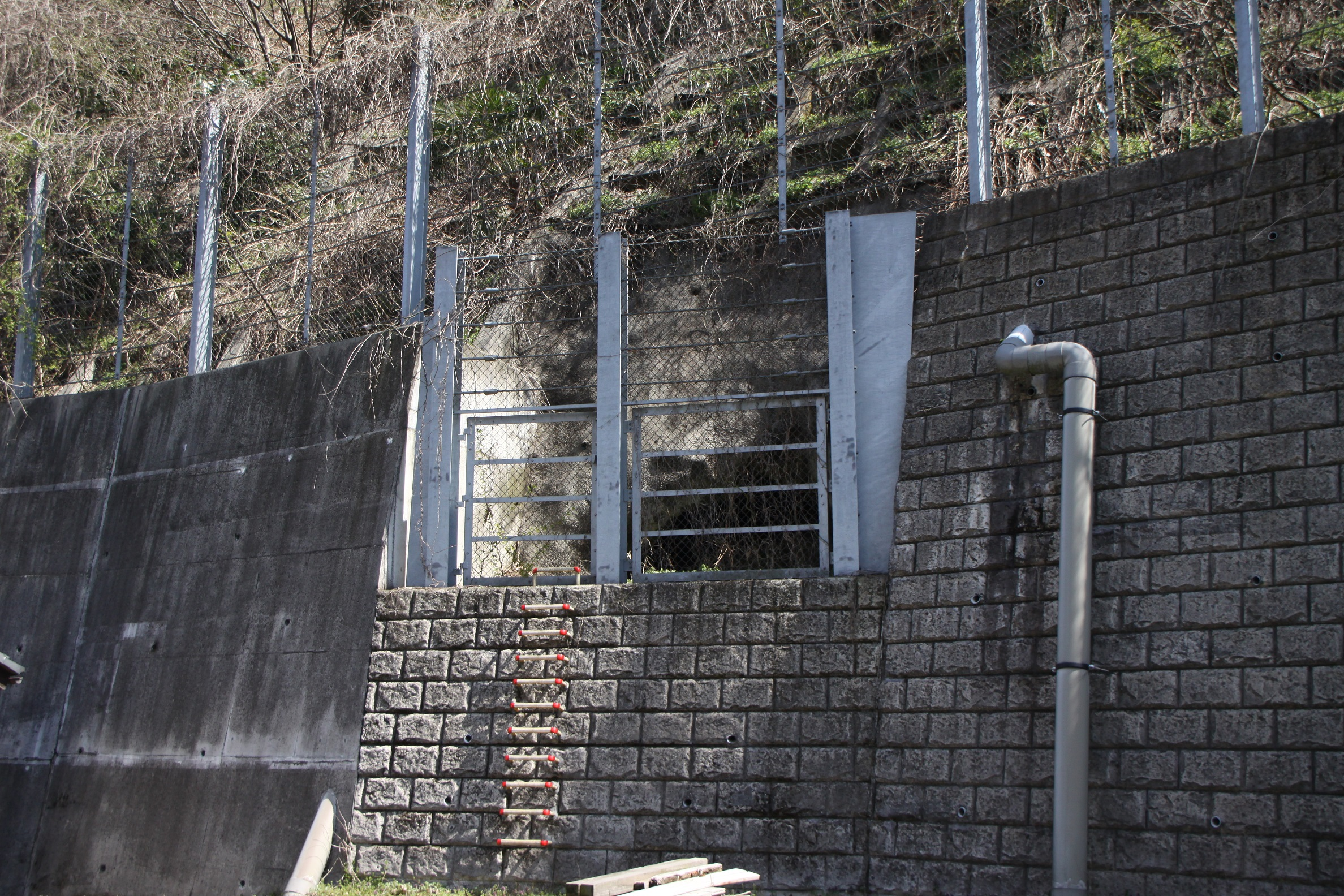
浅川地下壕入口のひとつ（ハ地区）

敗戦後の8月17日に操業停止。10月24日に米国戦略爆撃調査団が地下壕を調査。機械も持ち出されしばらくしたあと完全に閉鎖された。1974年（昭和49年）大信工業が「イ地区」を買い取り、元陸軍参謀本部跡として公開。半年後には原因不明であるが公開中止となる。そのほか、マッシュルーム栽培や、ワイン貯蔵庫に使われたという。1980年代には八王子市台町に所在する八王子実践高等学校が「ロ地区」の一部に移転する計画が出るも市民団体の反対運動により、中止となる。その後「ロ地区」において1980年代末から三和団地の開発が進むが、工事中に陥没等が発生し、存在が知られるようになる。1997年（平成9年）会報誌発行や地下壕案内を行う、浅川地下壕の保存をすすめる会が発足する。1999年（平成11年）にはテレビの取材で訪れていた東野幸治が「イ地区」でダイナマイトなど3トンの火薬を発見する。翌年陸上自衛隊によって運び出されるが、戦争遺跡の中では最も多い量だったという。設置開始時期は不明であるが、東京大学地震研究所の地震計も設置されている。長年私有地であったが、2014年（平成26年）3月「ロ地区」の大部分が八王子市の市有地となった。